# Yan, Kedah
Huyện Yan là một huyện thuộc bang Kedah của Malaysia. Huyện Yan có dân số thời điểm năm 2010 ước tính khoảng 66987 người.